# Helena-pinty

Felnőtt Helena-pinty

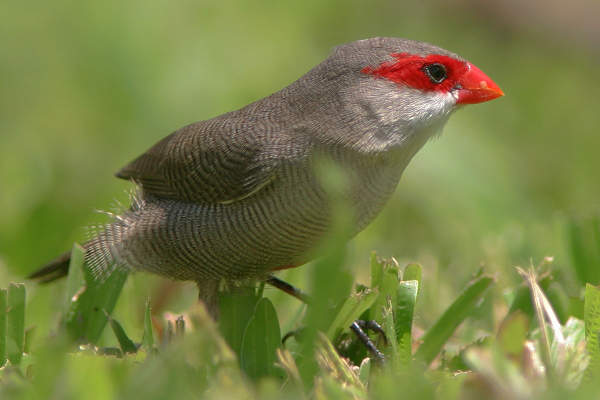

A Helena-pinty (Estrilda astrild) a madarak osztályának a verébalakúak (Passeriformes) rendjébe, ezen belül a díszpintyfélék (Estrildidae) családjába tartozó faj.

## Rendszerezése
A fajt Carl von Linné svéd természettudós írta le 1758-ban, a Loxia nembe Loxia Astrild néven.

## Alfajai
- Estrilda astrild astrild (Linné, 1758)
- Estrilda astrild damarensis (Reichenow, 1902)
- Estrilda astrild ngamiensis (Roberts)
- Estrilda astrild jagoensis (Alexander, 1898)
- Estrilda astrild angolensis (Reichenow, 1902)
- Estrilda astrild adesma (Reichenow, 1916)
- Estrilda astrild rubriventris (Vieillot, 1823)
- Estrilda astrild occidentalis (Jardin & Fraser, 1851)
- Estrilda astrild kempi (Bates, 1930)
- Estrilda astrild macmillani (Ogilvie-Grant, 1907)
- Estrilda astrild peasei (Shelley, 1903)
- Estrilda astrild massaica (Neumann, 1907)
- Estrilda astrild minor (Cabanis, 1878)
- Estrilda astrild muenzneri (Kothe, 1911)
- Estrilda astrild schoutedeni (Wolters, 1962)
- Estrilda astrild cavendishi (Sharpe, 1900)
- Estrilda astrild tenebridorsa (Clancey, 1957)
- Estrilda astrild sousae (Reichenow, 1904)
- Estrilda astrild niediecki (Reichenow, 1916)[2]

## Előfordulása
Afrikában a Szaharától délre honos. Természetes élőhelyei a szubtrópusi vagy trópusi gyepek szavannák, mocsarak és tavak közelében, valamint szántóföldek, ültetvények és vidéki kertek. Állandó, nem vonuló faj.
Régóta kedvelt kalitkamadár. Az ember sokfelé betelepítette szerte a Földön, így mára szabadon él a következő területeken: Szent Ilona (innen kapta a Helena-pinty nevet, pedig ide is csak betelepítették), Ascensión, a Zöld-foki Köztársaság, São Tomé és Príncipe, Mauritius, Rodriguez-sziget, Réunion, a Seychelle-szigetek, Tahiti, Hawaii, Új-Kaledónia, Vanuatu, a Bermuda, Puerto Rico, Trinidad, Uruguay és Brazília egy része. Európában a faj szabadon fészkel Spanyolországban és Portugáliában * illetve ezen országok külső területein, így az Azori-szigeteken, Madeirán és a Kanári-szigeteken is.

## Megjelenése
Átlagos testhossza 13 centiméter, testtömege pedig 6–11 gramm, szárnyfesztávolsága 12–14 centiméter. Szürkésbarna testalján csíkos mintázatot visel. A hasán csíkokat látni, amelyek mindegyik alfajnál más színűek a halvány rózsaszíntől egészen a fénylő vörösig változva. Arcán egy széles skarlátvörös színű sávot visel. Csőre a felnőtt madaraknál vörös, a fiataloknál fekete színű.

## Életmódja
A talajon kisebb csapatokban keresgéli magvakból és rovarokból álló táplálékát. Rászáll a fűfélék kalászaira és onnan szedegeti ki a szemeket. Pihenőhelyein olykor több ezer madár is összegyűlhet.

## Szaporodása

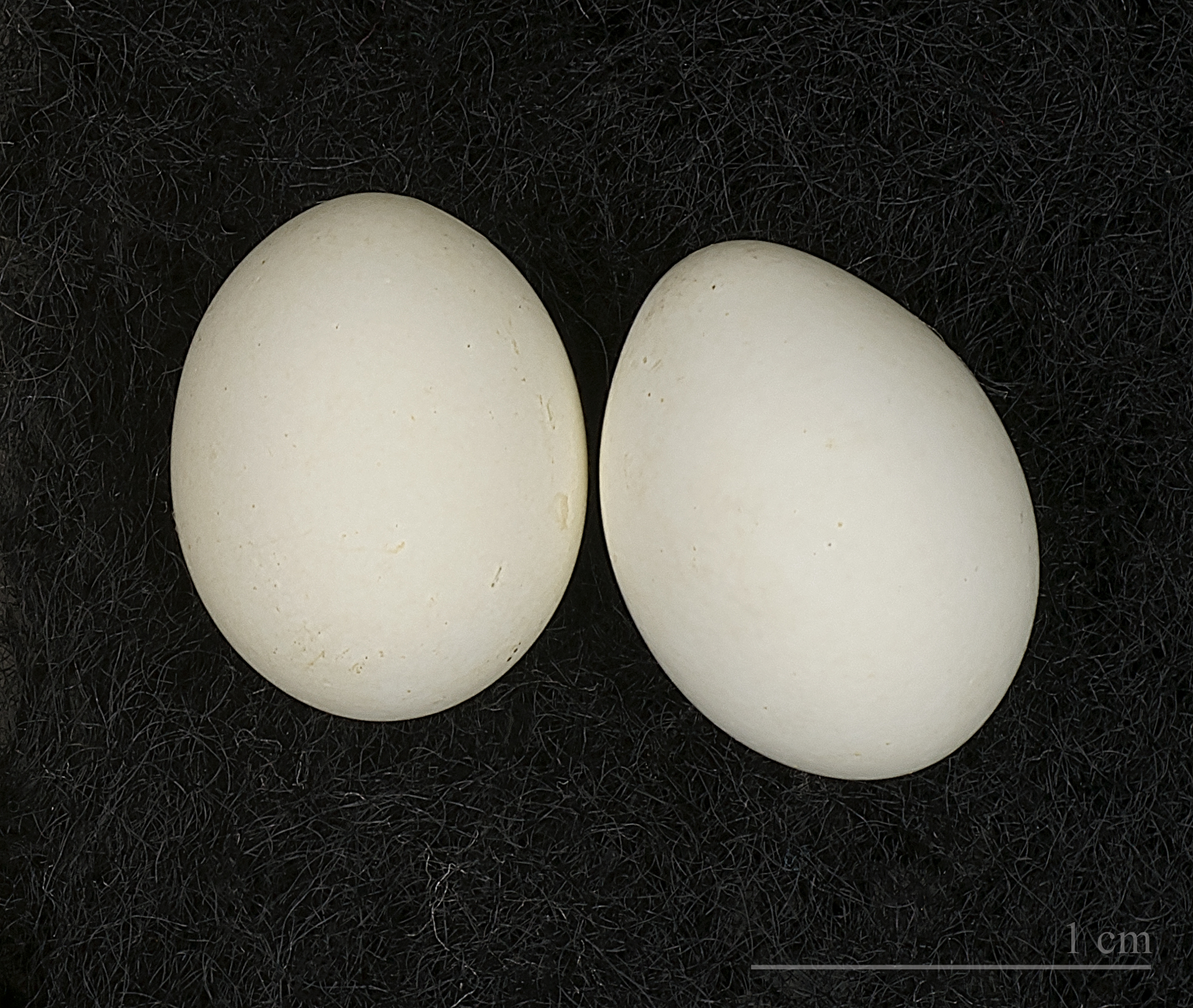
Estrilda astrild

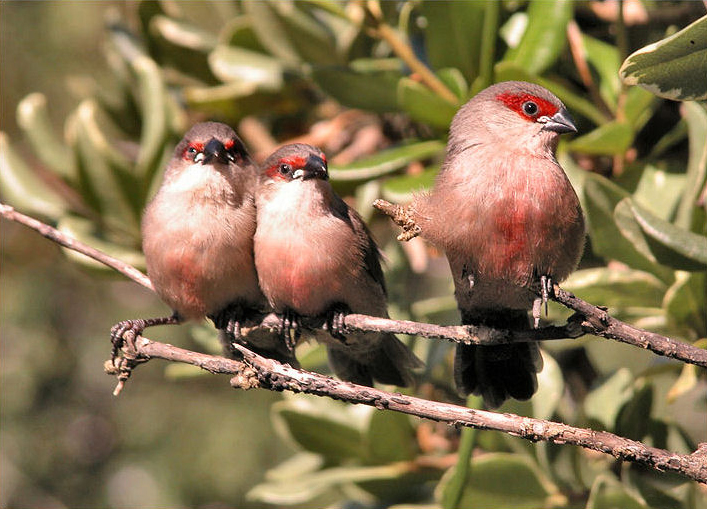
Fiatal Helena-pintyek

A Helena-pinty az esős évszakban fészkel, amikor bőségesen talál rovarokat, amelyekre nagy szüksége van fiókái felneveléséhez. Fűből építi csőszerű fészkét bokrok védelmében, vagy a sűrű fű közé. A tojó 4-5 fehér tojást rak, amelyekből két hét múlva kelnek ki a fiókák. A fiatal madarak három hét múlva válnak röpképessé.
A Helena-pinty a fészekparazita dominikánus vida gyakori gazdamadara.

## Természetvédelmi helyzete
Az elterjedési területe rendkívül nagy, egyedszáma pedig stabil. A Természetvédelmi Világszövetség Vörös listáján nem fenyegetett fajként szerepel.